# Кубок европейских чемпионов по волейболу среди женщин 1973/1974
14-й розыгрыш Кубка европейских чемпионов по волейболу среди женщин проходил с 10 ноября 1973 по 10 марта 1974 года с участием 16 клубных команд стран-членов Европейской конфедерации волейбола (ЕКВ). Финальный этап был проведён в Бурсе (Турция). Победителем турнира в 9-й раз в своей истории стала советская команда «Динамо» (Москва).

## Команды-участницы
| Страна       | Команда                      |                                    |
| ------------ | ---------------------------- | ---------------------------------- |
| Австрия      | «Пост» (Вена)                | Чемпион Австрии 1973               |
| Болгария     | «Левски-Спартак» (София)     | Чемпион Болгарии 1973              |
| Венгрия      | НИМ ШЕ (Будапешт)            | Чемпион Венгрии 1973               |
| Венгрия      | «Уйпешти Дожа» (Будапешт)    | 2-й призёр чемпионата Венгрии 1973 |
| ГДР          | «Динамо» (Берлин)            | Чемпион ГДР 1973                   |
| Греция       | «Панатинаикос» (Афины)       | Чемпион Греции 1973                |
| Люксембург   | «Клаузен» (Люксембург)       | Чемпион Люксембурга 1973           |
| Нидерланды   | «Ван Хутен» (Херлен)         | Чемпион Нидерландов 1973           |
| Норвегия     | «Клепп» (Осло)               | Чемпион Норвегии 1973              |
| Польша       | «Старт» (Лодзь)              | Чемпион Польши 1973                |
| Португалия   | «Бенфика» (Лиссабон)         | Чемпион Португалии 1973            |
| Румыния      | «Рапид» (Бухарест)           | Чемпион Румынии 1973               |
| СССР         | «Динамо» (Москва)            | Чемпион СССР 1973                  |
| ФРГ          | «Ганновер» (Ганновер)        | Чемпион ФРГ 1973                   |
| Чехословакия | «Татран-Стржешовице» (Прага) | Чемпион Чехословакии 1973          |
| Швейцария    | «Уни» (Базель)               | Чемпион Швейцарии 1973             |
| Югославия    | «Партизан» (Риека)           | Чемпион Югославии 1973             |

## Система проведения розыгрыша
В турнире принимали участие 16 команд из 15 стран-членов ЕКВ (15 чемпионов своих стран и серебряный призёр чемпионата Венгрии 1973 «Уйпешти Дожа»). Соревнования состояли из 1-го раунда, 1/8 и 1/4 финалов плей-офф и финального этапа.
Финальный этап состоял из однокругового турнира с участием четырёх победителей четвертьфинальных пар.

## 1-й раунд
10—25.11.1973
 «Уйпешти Дожа» (Будапешт) —  «Панатинаикос» (Афины)
10 ноября. 3:0.
17 ноября. 3:0.
 «Ван Хутен» (Херлен) —  «Пост» (Вена)
10 ноября. 3:1.
17 ноября. ?:?
 «Клаузен» (Люксембург) —  «Уни» (Базель)
10 ноября. ?:?
25 ноября. 0:3.
От участия в 1-м раунде освобождены:
| «Левски-Спартак» (София) НИМ ШЕ (Будапешт) «Динамо» (Берлин) «Старт» (Лодзь) «Бенфика» (Лиссабон) | «Рапид» (Бухарест) «Динамо» (Москва) «Ганновер» «Татран-Стржешовице» (Прага) «Партизан» (Риека) |

## 1/8 финала
5—19.01.1974
 «Динамо» (Москва) —  «Бенфика» (Лиссабон)
3:0.
19 января. 3:0 (15:0, 15:2, 15:3).
 «Ганновер» свободен от игр 
 «Пост» (Вена) —  НИМ ШЕ (Будапешт)
5 января. 0:3.
12 января. 0:3 (1:15, 1:15, 10:15).
 «Рапид» (Бухарест) свободен от игр
 «Динамо» (Берлин) —  «Уйпешти Дожа» (Будапешт)
5 января. 3:1.
19 января. 2:3.
 «Ван Хутен» (Херлен) —  «Партизан» (Риека)
5 января. 3:1 (15:9, 15:5, 15:17, 15:9).
19 января. 3:2 (11:15, 15:11, 15:9, 13:15, 15:13).
 «Татран-Стржешовице» (Прага) —  «Левски-Спартак» (София)
9 января. 3:0 (15:11, 15:9, 16:14).
16 января. 0:3 (6:15, 7:15, 8:15). Общий счёт игровых очков по сумме двух матчей 67:79.
 «Уни» (Базель) —  «Старт» (Лодзь)
6 января. 0:3.
19 января. 0:3 (10:15, 6:15, 10:15).

## Четвертьфинал
9—17.02.1974
 «Динамо» (Москва) —  «Ганновер»
3:0 (15:1, 15:0, 15:1).
3:0.
 НИМ ШЕ (Будапешт) —  «Рапид» (Бухарест)
9 февраля. 3:0 (15:7, 15:9, 15:9).
16 февраля. 3:2.
 «Динамо» (Берлин) —  «Ван Хутен» (Херлен)
10 февраля. 3:1 (6:15, 15:8, 15:3, 15:12).
17 февраля. 3:1 (10:15, 15:10, 15:7, 15:12).
 «Левски-Спартак» (София) —  «Старт» (Лодзь) 
10 февраля. 3:0 (15:6, 15:12, 15:11).
17 февраля. 1:3 (1:15, 8:15, 18:16, 8:15).

## Финальный этап
8—10 марта 1974.  Бурса.
Участники:
 «Динамо» (Москва)

 НИМ ШЕ (Будапешт)

 «Динамо» (Берлин)

 «Левски-Спартак» (София)
Команды-участницы провели однокруговой турнир, по результатам которого определена итоговая расстановка мест.

### Результаты
| М | Команда                  | 1   | 2   | 3   | 4   | И | В | П | С/П | О |
| - | ------------------------ | --- | --- | --- | --- | - | - | - | --- | - |
| 1 | «Динамо» (Москва)        |     | 3:2 | 3:0 | 3:1 | 3 | 3 | 0 | 9:3 | 6 |
| 2 | НИМ ШЕ (Будапешт)        | 2:3 |     | 3:1 | 3:1 | 3 | 2 | 1 | 8:5 | 5 |
| 3 | «Левски-Спартак» (София) | 0:3 | 1:3 |     | 3:1 | 3 | 1 | 2 | 4:7 | 4 |
| 4 | «Динамо» (Берлин)        | 1:3 | 1:3 | 1:3 |     | 3 | 0 | 3 | 3:9 | 3 |

8 марта
 НИМ ШЕ —  «Динамо» Берлин
3:1 (16:14, 14:16, 15:9, 15:12).
 «Динамо» Москва —  «Левски-Спартак»
3:0 (15:4, 15:1, 15:13).
9 марта
 НИМ ШЕ —  «Левски-Спартак»
3:1.
 «Динамо» Москва —  «Динамо» Берлин
3:1.
10 марта
 «Левски-Спартак» —   «Динамо» Берлин
3:1 (15:1, 15:10, 9:15, 15:9).
 «Динамо» Москва —  НИМ ШЕ
3:2 (15:6, 6:15, 12:15, 15:6, 15:11).

### Итоги

#### Положение команд
| «Динамо» (Москва)        |
| НИМ ШЕ (Будапешт)        |
| «Левски-Спартак» (София) |
| 4. «Динамо» (Берлин)     |

#### Призёры
«Динамо» (Москва): Лариса Андронова, Лариса Берген, Людмила Булдакова, Ирина Ефремова, Н.Киткина, Роза Салихова, Татьяна Сорокина (Талина), Ольга Тимошинина, Любовь Тюрина, Людмила Щетинина, Зоя Юсова. Тренер — Гиви Ахвледиани.
  НИМ ШЕ (Будапешт): Луция Банхедь-Радо, Илона Бузек-Маклари, Каталин Хусар-Вебер, Каталин Штейнер-Папп, Эва Салаи-Шёбек, Юдит Герхардт-Кишш, Каталин Халас-Марчиш, Эмёке Энекеш, Сийярто. Тренер — Габор Эра.
  «Левски-Спартак» (София).